# Maria Walter
Maria Walter (* 27. September 1895 in Stuttgart; † 1. Mai 1988 ebenda) war eine deutsche Politikerin.

## Leben, Beruf
Maria Walter wurde als Maria Harm in Stuttgart-Degerloch geboren. Sie besuchte von 1901 bis 1909 die Volksschule und arbeitete anschließend bis 1926 bei der Firma Haueisen in Degerloch und Cannstatt. Von 1928 bis 1933 war sie als Leiterin des Frauensekretariats „Angestellte“ bei der KPD tätig. Auf der Flucht vor der Gestapo emigrierte sie 1933 in die Schweiz, kehrte allerdings bereits 1934 gesundheitlich angeschlagen zurück. Nach dem Krieg trat sie in der Öffentlichkeit nicht mehr in Erscheinung.

## Politik
Seit 1928 war sie Mitglied des Stuttgarter Gemeinderats. Ebenfalls 1928 kandidierte sie erfolglos für den Württembergischen Landtag und für den Reichstag. Von 1932 bis 1933 gehörte Maria Walter als KPD-Abgeordnete dem Württembergischen Landtag an. Im Parlament war sie Vorstandsmitglied der KPD-Fraktion und Mitglied des Steuerausschusses.